# Welsh Premier League 2019-2020
La Cymru Premier 2019-2020 è stata la 28ª edizione della massima serie del campionato di calcio gallese, iniziata il 16 agosto 2019, sospesa il 13 marzo 2020 a causa della pandemia di COVID-19 e anticipatamente conclusa il 19 maggio 2020. La squadra campione in carica era il The New Saints. Il campionato è stato vinto per la prima volta dal  Connah's Q.N..

## Stagione

### Novità
Il Llandudno e il Llanelli Town sono stati retrocessi nella Welsh Football League Division One; sono stati promossi in Welsh Premier League l'Airbus UK Broughton e il Penybont.

### Regolamento
Le 12 squadre si affrontano in un girone di andata e ritorno, per un totale di 22 giornate. Al termine, le squadre sono divise in due gruppi di sei, in base alla classifica. Ogni squadra incontra le altre del proprio gruppo, in partite di andata e ritorno, per un totale di altre 10 giornate.
La squadra campione è ammessa al primo turno di qualificazione della UEFA Champions League 2020-2021.
La seconda classificata è ammessa al primo turno di qualificazione della UEFA Europa League 2020-2021.
Le squadre classificate dal terzo al sesto posto partecipano ai play-off per l'assegnazione di un altro posto nel turno preliminare della UEFA Europa League 2020-2021.
L'11ª e la 12ª classificata sono retrocesse direttamente in Cymru Alliance o in Welsh Football League Division One.

## Squadre partecipanti
| Club                            | Città                  | Stadio                          | Stagione precedente         |
| ------------------------------- | ---------------------- | ------------------------------- | --------------------------- |
| Aberystwyth Town                | Aberystwyth            | Park Avenue                     | 8º posto in Premier League  |
| Airbus UK Broughton             | Broughton (Flintshire) | The Airfield                    | 1º posto in Cymru Alliance  |
| Bala Town                       | Bala                   | Maes Tegid                      | 6º posto in Premier League  |
| Barry Town                      | Barry                  | Jenner Park                     | 3º posto in Premier League  |
| Caernarfon Town                 | Caernarfon             | The Oval                        | 4º posto in Premier League  |
| Cardiff Metropolitan University | Cardiff                | Cyncoed Campus Artificial Pitch | 7º posto in Premier League  |
| Carmarthen Town                 | Carmarthen             | Richmond Park                   | 9º posto in Premier League  |
| Connah's Q.N.                   | Connah's Quay          | Deeside Stadium                 | 2º posto in Premier League  |
| Cefn Druids                     | Cefn Mawr              | The Rock                        | 10º posto in Premier League |
| Newtown                         | Newtown                | Latham Park                     | 5º posto in Premier League  |
| Penybont                        | Bridgend               | The KYMCO                       | 1º posto in Welsh FLD One   |
| The New Saints                  | Oswestry               | Park Hall                       | Campione del Galles         |

## Stagione regolare

### Classifica finale
|  | Pos. | Squadra                         | Pt | G  | V  | N | P  | GF | GS | DR  |
|  | ---- | ------------------------------- | -- | -- | -- | - | -- | -- | -- | --- |
|  | 1.   | The New Saints                  | 50 | 22 | 16 | 2 | 4  | 65 | 21 | +44 |
|  | 2.   | Connah's Q.N.                   | 46 | 22 | 13 | 7 | 2  | 39 | 17 | +22 |
|  | 3.   | Bala Town                       | 41 | 22 | 13 | 2 | 7  | 46 | 18 | +28 |
|  | 4.   | Barry Town                      | 40 | 22 | 12 | 4 | 6  | 32 | 25 | +7  |
|  | 5.   | Caernarfon Town                 | 34 | 22 | 10 | 4 | 8  | 31 | 30 | +1  |
|  | 6.   | Newtown                         | 32 | 22 | 9  | 5 | 8  | 21 | 24 | -3  |
|  | 7.   | Cardiff Metropolitan University | 31 | 22 | 8  | 7 | 7  | 26 | 25 | +1  |
|  | 8.   | Cefn Druids                     | 31 | 22 | 9  | 4 | 9  | 32 | 34 | -2  |
|  | 9.   | Aberystwyth Town                | 23 | 22 | 6  | 5 | 11 | 28 | 46 | -18 |
|  | 10.  | Penybont                        | 15 | 22 | 3  | 6 | 13 | 25 | 46 | -21 |
|  | 11.  | Airbus UK Broughton             | 13 | 22 | 3  | 4 | 15 | 19 | 57 | -38 |
|  | 12.  | Carmarthen Town                 | 12 | 22 | 2  | 6 | 14 | 24 | 45 | -21 |

Legenda:
      Ammesse alla poule scudetto
      Ammesse alla poule retrocessione
Note:

Tre punti a vittoria, uno a pareggio, zero a sconfitta.

### Risultati

#### Tabellone
|                     | Abe  | Air  | Bal  | Bar  | Cea  | CMU  | Car  | Con  | ECD  | New  | PyB  | TNS  |
| ------------------- | ---- | ---- | ---- | ---- | ---- | ---- | ---- | ---- | ---- | ---- | ---- | ---- |
| Aberystwyth Town    | –––– | 1-2  | 0-5  | 0-1  | 2-3  | 2-2  | 3-2  | 1-1  | 1-3  | 1-2  | 1-0  | 1-10 |
| Airbus UK Broughton | 1-5  | –––– | 1-2  | 0-1  | 2-3  | 1-1  | 1-0  | 0-4  | 1-1  | 2-0  | 1-2  | 0-12 |
| Bala Town           | 2-0  | 1-0  | –––– | 1-1  | 3-0  | 1-2  | 2-1  | 0-1  | 1-2  | 4-0  | 4-0  | 3-1  |
| Barry Town          | 3-1  | 2-0  | 2-2  | –––– | 0-0  | 1-1  | 7-1  | 0-4  | 1-0  | 0-1  | 3-0  | 1-4  |
| Caernarfon Town     | 0-3  | 5-0  | 1-2  | 4-1  | –––– | 2-1  | 2-0  | 0-0  | 1-1  | 1-0  | 3-2  | 1-0  |
| Cardiff MU          | 1-2  | 1-0  | 1-0  | 0-1  | 2-0  | –––– | 0-3  | 0-1  | 2-1  | 1-0  | 1-1  | 1-1  |
| Carmarthen Town     | 0-0  | 2-2  | 0-3  | 0-1  | 0-1  | 2-2  | –––– | 1-2  | 1-2  | 1-2  | 3-2  | 2-6  |
| Connah's Quay       | 4-1  | 2-1  | 2-1  | 2-0  | 4-2  | 1-1  | 1-1  | –––– | 1-0  | 3-1  | 3-1  | 1-1  |
| Cefn Druids         | 1-2  | 3-1  | 0-3  | 1-0  | 3-1  | 2-1  | 3-3  | 2-0  | –––– | 1-2  | 2-3  | 0-5  |
| Newtown             | 0-0  | 0-0  | 1-0  | 2-3  | 3-1  | 1-0  | 1-0  | 1-1  | 0-0  | –––– | 1-1  | 0-2  |
| Pen-y-Bont          | 1-1  | 3.-1 | 1-6  | 1-2  | 0-0  | 1-3  | 1-1  | 0-0  | 2-3  | 0-2  | –––– | 2-3  |
| The New Saints      | 2-0  | 6-2  | 1-0  | 0-1  | 1-0  | 1-2  | 1-0  | 2-1  | 2-1  | 2-1  | 2-1  | –––– |

## Poule scudetto
Le squadre mantengono i punti conquistati nella stagione regolare.

### Classifica finale
|                   | Pos. | Squadra         | MP   | Pt | G  | V  | N | P  | GF | GS | DR  |
| ----------------- | ---- | --------------- | ---- | -- | -- | -- | - | -- | -- | -- | --- |
| Galles (bandiera) | 1.   | Connah's Q.N.   | 2.15 | 56 | 26 | 16 | 8 | 2  | 47 | 19 | +28 |
|                   | 2.   | The New Saints  | 2.00 | 52 | 26 | 16 | 4 | 6  | 69 | 27 | +42 |
|                   | 3.   | Bala Town       | 1.88 | 49 | 26 | 15 | 4 | 7  | 53 | 23 | +30 |
|                   | 4.   | Barry Town      | 1.68 | 42 | 25 | 12 | 6 | 7  | 35 | 29 | +6  |
|                   | 5.   | Caernarfon Town | 1.46 | 38 | 26 | 11 | 5 | 10 | 36 | 38 | -2  |
|                   | 6.   | Newtown         | 1.40 | 35 | 25 | 10 | 5 | 10 | 25 | 30 | -5  |

Legenda:

      Campione del Galles e ammessa alla UEFA Champions League 2020-2021

      Ammessa alla UEFA Europa League 2020-2021

### Risultati
|                 | Bal  | Bar  | Cea  | Con  | New  | TNS  |
| --------------- | ---- | ---- | ---- | ---- | ---- | ---- |
| Bala Town       | –––– |      |      | 2-2  |      | 1-1  |
| Barry Town      |      | –––– | 1-1  | 0-1  |      |      |
| Caernarfon Town | 1-2  |      | 4-*0 |      | 3-1  |      |
| Connah's Quay   |      |      | 4-0  | –––– |      | 1-0  |
| Newtown         | 1-2  |      |      |      | –––– |      |
| The New Saints  |      | 2-2  |      |      | 1-2  | –––– |

## Poule retrocessione
Le squadre mantengono i punti conquistati nella stagione regolare.

### Classifica finale
|  | Pos. | Squadra                         | MP   | Pt | G  | V  | N | P  | GF | GS | DR  |
|  | ---- | ------------------------------- | ---- | -- | -- | -- | - | -- | -- | -- | --- |
|  | 7.   | Cardiff Metropolitan University | 1.40 | 35 | 25 | 9  | 8 | 8  | 30 | 29 | +1  |
|  | 8.   | Cefn Druids                     | 1.40 | 35 | 25 | 10 | 5 | 10 | 37 | 39 | -2  |
|  | 9.   | Aberystwyth Town                | 1.04 | 27 | 26 | 7  | 6 | 13 | 36 | 55 | -19 |
|  | 10.  | Penybont                        | 0.84 | 21 | 25 | 5  | 6 | 14 | 29 | 48 | -19 |
|  | 11.  | Carmarthen Town                 | 0.72 | 18 | 25 | 4  | 6 | 15 | 28 | 49 | -21 |
|  | 12.  | Airbus UK Broughton             | 0.65 | 17 | 26 | 4  | 5 | 17 | 28 | 67 | -39 |

Legenda:
      Retrocesse in JD Cymru North 2020-2021 o in JD Cymru South 2020-2021
Note:

Tre punti a vittoria, uno a pareggio, zero a sconfitta.

### Risultati

#### Tabellone
|                     | Abe  | Air  | CMU  | Car  | ECD  | PyB  |
| ------------------- | ---- | ---- | ---- | ---- | ---- | ---- |
| Aberystwyth Town    | –––– | 5-3  |      |      |      | 0-1  |
| Airbus UK Broughton |      | –––– |      |      | 2-3  |      |
| Cardiff MU          | 3-1  | 1-1  | –––– |      |      |      |
| Carmarthen Town     |      | 1-3  |      | –––– | 2-1  |      |
| Cefn Druids         | 2-2  |      |      |      | –––– |      |
| Pen-y-Bont          |      |      | 2-0  | 1-2  |      | –––– |